# Yvonne Monlaur
Yvonne Monlaur, nome completo Yvonne-Thérèse-Marie-Camille Bédat de Monlaur (Pau, 15 dicembre 1935 – Neuilly-sur-Seine, 18 aprile 2017), è stata un'attrice francese.

## Biografia
È stata attiva in cinema e televisione fra la metà degli anni cinquanta e la metà degli sessanta. 
Ha girato diversi film anche in Italia, prettamente b-movie di genere commedia all'italiana e film horror. 
La sua filmografia conta una trentina di titoli fra cui 3 straniere a Roma (1958) e Avventura a Capri (1958), Quel tesoro di papà (1959), Le spose di Dracula (1960), Il circo degli orrori (1960) e Il terrore dei Tongs (1961).

## Filmografia

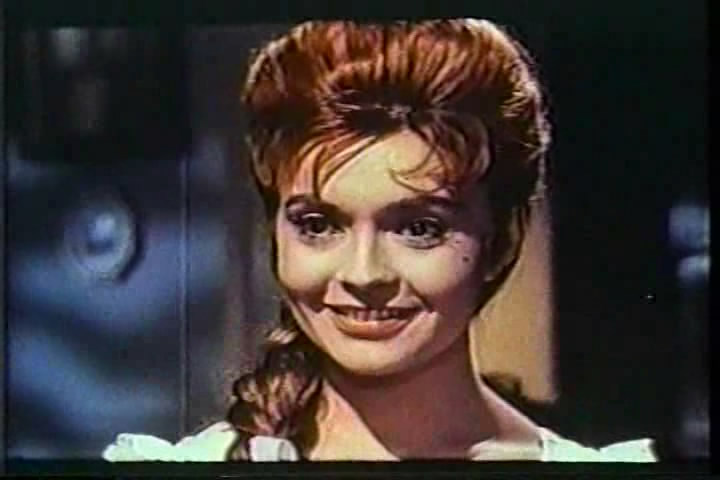
Yvonne Monlaur in Le spose di Dracula (1960)

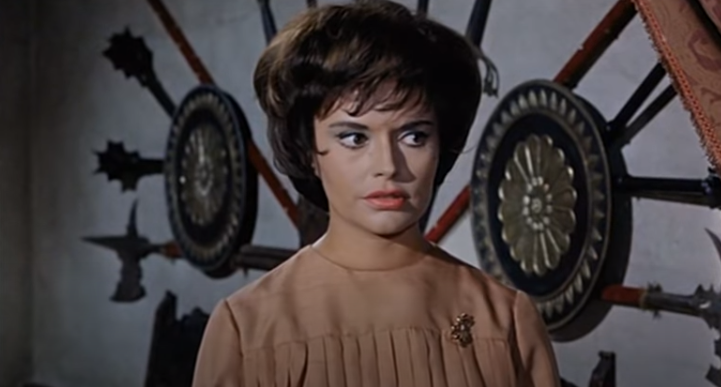
Yvonne Monlaur in Gerarchi si muore (1961)

### Cinema
- Treize à table, non accreditata, regia di André Hunebelle (1955)
- Mannequins de Paris, regia di André Hunebelle (1956)
- Honoré de Marseille, regia di Maurice Régamey (1956)
- Le collegiali (Les Collégiennes), non accreditata, regia di André Hunebelle (1956)
- Le lavandaie del Portogallo (Les lavandières du Portugal), regia di Pierre Gaspard-Huit e Ramón Torrado (1957)
- Non sono più guaglione, regia di Domenico Paolella (1958)
- Amore a prima vista, regia di Franco Rossi (1958)
- 3 straniere a Roma, regia di Claudio Gora (1958)
- Anche l'inferno trema, regia di Piero Regnoli (1958)
- Avventura a Capri, regia di Giuseppe Lipartiti (1959)
- Destinazione Sanremo, regia di Domenico Paolella (1959)
- Quel tesoro di papà, regia di Marino Girolami (1959)
- La cento chilometri, regia di Giulio Petroni (1959)
- Spavaldi e innamorati, regia di Giuseppe Vari (1959)
- Inn for Trouble, regia di C.M. Pennington-Richards (1960)
- Il circo degli orrori (Circus of Horrors), regia di Sidney Hayers (1960)
- Le spose di Dracula (The Brides of Dracula), regia di Terence Fisher (1960)
- La baia di Napoli (It Started in Naples), regia di Melville Shavelson (1960)
- Il terrore dei Tongs (The Terror of the Tongs), regia di Anthony Bushell (1961)
- Gerarchi si muore, regia di Giorgio Simonelli (1961)
- Time to Remember, regia di Charles Jarrott (1962)
- Lemmy pour les dames, regia di Bernard Borderie (1962)
- Lo sparviero dei Caraibi, regia di Piero Regnoli (1962)
- Il diavolo sotto le vesti (À cause, à cause d'une femme), regia di Michel Deville (1963)
- Le temps des copains, regia di Robert Guez (1963)
- Le concerto de la peur, regia di José Bénazéraf (1963)
- Nick Carter non perdona (Nick Carter va tout casser), regia di Henri Decoin (1964)
- Allarme dal cielo (Le Ciel sur la tête), regia di Yves Ciampi (1965)
- Missione Caracas (Mission spéciale à Caracas), regia di Raoul André (1965)
- I criminali della banda Dillinger (Die Rechnung - eiskalt serviert), regia di Helmut Ashley (1966)

### Televisione
- Women in Love, regia di Julian Amyes – film TV (1958)
- The Third Man – serie TV, episodio 2x09 (1959)
- Tales of the Vikings – serie TV, episodio 1x39 (1960)
- I gialli di Edgar Wallace (The Edgar Wallace Mystery Theatre) – serie TV, episodio 3x02 (1962)
- Bayard – serie TV (1964)
- Der Tod läuft hinterher – miniserie TV, 1 puntata (1967)
- Agenzia Interim (Agence Intérim) – serie TV, episodio 1x02 (1969)